# Nacho Vidal
Nacho Vidal, pseudoniem van Ignacio Jordà González (Mataró, 30 december 1973), is een Spaanse pornoacteur en -regisseur uit Catalonië.
Hij acteerde in meer dan 1500 pornofilms en heeft ook zelf een aantal films geproduceerd. Het gaat om zowel heteroseksuele als biseksuele en homoseksuele pornofilms. In 2006 speelde hij mee in een 'normale' film van Joaquim Oristrell, getiteld Va a ser que nadie es perfecto.